# Золотая баба
Золота́я ба́ба (коми Зарни ань; коми-перм. Зарни инь; хант. Сорни най; манс. Калтась-эква) — легендарный идол, предмет поклонения населения Северо-Восточной Европы и Северо-Западной Сибири.

### Иностранные
Первое упоминание о золотом идоле Севера предположительно содержится в скандинавской «Саге об Олаве Святом», наиболее полно сохранившейся в составе свода Снорри Стурлусона «Круг Земной» (XIII в.). Согласно этой саге, весной 1026 года норвежские викинги, которых вёл знаменитый Торир Собака, совершили поход в Биармию. На реке, которую некоторые называют Виной и отождествляют Северной Двиной, им удалось узнать местонахождение святилища божества местных племён бьярмов — Йомали (Юмалы) — и тайно проникнуть в него. Поражённые викинги увидели большую деревянную статую с серебряной чашей на коленях и ожерельем на шее. На голове идола была золотая корона, украшенная двенадцатью разными изображениями. Чаша была наполнена серебряными монетами, а за ограждавшим статую частоколом находился курган, в котором золото и серебро перемешаны были с землёй. Разграбив святилище и похитив ожерелье и монеты, скандинавы встретились с его вооружённой стражей и поспешно отплыли на родину.
Вопрос о том, возможно ли отождествить упомянутое в сагах божество бьярмов (беормов) Йомали с богиней обских угров, является предметом давней дискуссии. По мнению некоторых исследователей, первое тождественно славяно-балтскому Перуну/Перкунасу и скандинавскому Тору, тогда как вторая скорее может считаться воплощением Богини-матери.
Около 1420 года немецкий хронист Ульрих фон Рихенталь в своей «Хронике Констанцского собора» упомянул «лежащий за Русью» некий город «у Золотой старухи», где «поклоняются Золотой старой бабе» (guldin alt wib), якобы воздвигнутой в честь «одной старой вдовы», которая «наделила эту землю всякими благами». В соответствии с несохранившимся латинским оригиналом хроники Рихенталя, название города «у Золотой Старухи» приводится в её немецком переводе как «ad Auream Vettullam».
Более подробные известия о Золотой бабе, или «Золотой старухе», появляются в книгах западноевропейских путешественников и писателей XVI века о Русском государстве. Сведения эти достаточно противоречивы.
Профессор Краковского университета доктор медицины Матвей Меховский в своём «Трактате о двух Сарматиях» (1517), основываясь на рассказах русских пленных, оказавшихся в Кракове после разгрома под Оршей (1514), помещает этого идола, которого называет Zlota baba, за Вяткой «при проникновении в Скифию».
Его сообщение практически без изменений передаёт в своей «Истории северных народов» (1555) шведский космограф Олаф Магнус, приводя, однако, название Золотой бабы (Zlotababa) слитно и помещая изваяние совсем в другое место, не на северо-востоке, по дороге из Вятки в Скифию (то есть на Крайнем Севере), или же в пределах самой Вятской земли, как у учёного поляка, а на рубеже Московии и Литвы.

«На границе между литовцами и московитами на проезжей дороге, — пишет Магнус, — воздвигнуто изваяние, на их языке именуемое Zlotababa, сиречь золотая старуха… Одинокие путники задабривают её какими-нибудь подарками, даже если ценой они не превосходят волосок, вырванный из меха; иначе те, кому предстоит дорога, не будут в безопасности»
(In confinibus Lituanorum ac Moscouitarum, statuam esse publico itineri impositam, quae patria lingua Zlotababa dicitur, id est, aurea vetula: quam singuli viatores certis munusculis placant, etiam si pili valorem non excedant: alioquin suscepti itineris nullam habituri securitatem).
У последующих авторов, таких как Сигизмунд Герберштейн («Записки о Московии», 1549), Алессандро Гваньини («Описание Европейской Сарматии», 1578), Джайлс Флетчер («О государстве Русском», 1591), Пётр Петрей де Ерлезунда («История о Великом княжестве Московском», 1615), Золотая баба находится уже вблизи устья Оби, в области Обдории.
В устных описаниях идола Золотой бабы говорится:
- о статуе в виде старухи, в утробе которой находится сын и виден ещё один ребёнок — внук (С. Герберштейн)[16];
- о каменном истукане в виде старой женщины с ребёнком на руках, а рядом другой ребёнок — внук (А. Гваньини)[17];
- о скале, имеющей вид женщины в лохмотьях с ребёнком на руках (Дж. Флетчер)[18];
- о позолоченном, выдолбленном изнутри и пустотелом изваянии старухи, способном издавать трубные звуки и, «подобно Дельфийскому оракулу», предсказывать будущее (Петрей де Ерлезунда)[19].

Характерно, что изображения Золотой бабы у разных авторов различны. У немецкого картографа Антония Вида она представлена в виде женского божества с рогом изобилия, которому поклоняется народ «абдоров» (Abdori). При этом, если в первом издании карты Вида 1555 года богиня стоит обнажённой на высоком пьедестале, вокруг которого разбросаны шкурки животных, в переиздании Франца Хогенберга 1570 года мы видим уже фигуру другой женщины, стоящей на четырёхугольном камне, в длинном одеянии и с младенцем в руках, число же поклоняющихся ей туземцев уменьшено с семи до четырёх, а подношения представлены единственной шкуркой. Рядом и с первым, и со вторым изображениями заметна надпись, первые слова которой даются кириллицей «Золотая Баба», после же следует разъяснение: «То есть золотая старуха, идол, коего почитают обитатели сих мест» (Hoc est aurea uetula idolum quod huius partis incolae adorant). Заметно явное несоответствие между изображениями и пояснительной надписью, ибо на обеих картах представлены женщины молодые, но никак не старухи.
В первом издании «Записок о Московии» Герберштейна (1549) Золотая баба изображена в виде античной Минервы с копьём в руке. При этом, в увидевшим свет спустя восемь лет их переиздании, богиня напоминает уже сидящую Деву Марию с ребёнком на руках. Существует мнение, что изваяние Золотой бабы просто служило австрийскому дипломату для обозначения определённого географического региона, но остаётся непонятным, зачем, в таком случае, он приводит подробности об установленных рядом с ней «неких инструментах, которые издают постоянный звук наподобие труб».
Изображение статуи с ребёнком на руках и подписью «Золотая баба» (Slata baba) имеется и на некоторых западноевропейских картах Русского государства XVI в. в нижнем течении Оби. В частности, на карте 1562 года времен Иоанна Грозного, копии «Карты Руссии, Московии и Тартарии» (1562), составленной английским дипломатом и путешественником, торговым агентом Московской компании Энтони Дженкинсоном, отмечено: «Злата-баба старуха свято почитается жителями Обдории и Югории». Настоящего изваяния богини Дженкинсон явно не видел, и потому изобразил его в виде Сикстинской мадонны Рафаэля. Интересно, что на карте «Московии, крупнейшего по размерам своим великого княжества», напечатанной в 1593 году в Антверпене Герритом де Йоде со слов Дженкинсона, «Золотая баба» изображена уже обнажённой, сидящей на четырёхугольном камне с ребёнком на руках и принимающей подношения в виде оленьих и звериных шкур.
Сам Дженкинсон в пояснительной надписи к своей карте сообщает:

«Золотая баба — золотая старуха — предмет религиозного культа обдорцев и югорцев. Жрец вопрошает этого идола о том, что им делать и куда им перекочевать; идол (достойно удивления!) дает точные ответы, и события точно сбываются.»
К середине XVII столетия образованные европейцы рассматривали уже сведения о Золотой бабе как преимущественно легендарные. Так, посетивший Россию в 1661 году с имперским посольством Августин Майерберг замечает, что «область Удория (Udoria), или Обдория (Obdoria), известна по баснословному идолу Золотой старухи (aureae anus idolum)», а проживавший с 1670 по 1673 год в Москве уроженец Курляндии Якоб Рейтенфельс сообщает, что в его время изваяние Золотой бабы уже было разрушено:

«Кандиния, или Кандорская область, вдается в Гиперборейское море, получив название от мыса и острова Кандинских, и изобилует драгоценнейшими мехами. Здесь находилась Золотая баба, идол, почитаемый невежественными племенами за бога. Русские несколько лет тому назад нашли его и разбили, а осквернённый им холм, на котором туземные жители имели обыкновение развешивать разные меха и другие приношения и совершать гнусные жертвы, весьма удачно прозвали Чёртовым приказом, то есть канцелярией дьявола.»

### Отечественные
Из русских источников впервые о поклонении Золотой бабе язычников коми рассказывает под 1398 годом Софийская первая летопись, в связи с сообщением о смерти просветителя этого народа Стефана Пермского.
В дальнейшем, на протяжении почти трёх столетий, ни один русский документ, за исключением послания московского митрополита Симона к пермякам (1501), фактически повторившего сообщение летописи, не содержит прямых свидетельств об этой богине. И лишь присоединение сибирских земель к Русскому государству в конце XVI столетия пробудило к легендарному изваянию обских угров новый интерес.
Проезжавший в 1675 году через Сибирские земли на пути в Китай русский дипломат Николай Спафарий свидетельствует:

«А около Берёзова есть капища идолскiе остяцкiе, и про тѣхъ пишутъ земнописатели, что тутъ есть идолъ Золотые Бабы, однакожде золотых не сказывают, а что серебряных, деревянных крашеных множество и медных льют же…»
Легендарная традиция связывает с таинственным идолом участников сибирской экспедиции Ермака Тимофеевича. Согласно кунгурским «сказам», о существовании его казакам стало известно от чуваша, перебежавшего в их стан при осаде Демьянского городища. Составленная в конце XVII века Ремезовская летопись, рассказывая о походе пятидесятника Ермака Богдана Брязги весной 1582 года по Иртышу и Оби до Белогорья, сообщает: 

«Ту бо у нихъ молбище болшее богыне древнеi: нага с сыномъ на стулѣ сѣдящая, приемлюще дары от своихъ, и дающе еi статки во всякомъ промысле, а eже кто по обѣту не дастъ, мучитъ и томитъ, а хто принесетъ жалеючи к неi, тотъ предъ нею падъ умретъ, имѣша бо жрение и съѣзд великіи…»
Европейские исследователи упоминают легенды о существовании Золотой бабы причём, чем позже встречается описание рассказов, тем дальше на восток сдвигается её местопребывание.
Народная вогульская поэма «Янгал-маа» упоминает о Рача — «золотой бабе», кумирне, которой, как рассказывают, находилась на Берёзовском берегу в Рачевском городке, в описании к поэме М. Плотников ссылается на путевой очерк русского охотоведа и этнографа начала XX века К. Д. Носилова «Серебряная баба», в котором упоминается серебряный слиток со знаменитой Золотой бабы, которую ещё во времена Стефана Великопермского «язычники» перенесли за Урал. Возможно, что Рача была той знаменитой Пермской золотой бабой, серебряный же слиток с неё, по словам того же рассказа, хранился в верховьях реки Конды, в Ям-Нельпауль, у старика-вогула.
В 1981 году уральский проводник-манси из Усть-Маньи Самбиндалов рассказывал оператору киностудии «Центрнаучфильм» М. А. Заплатину, что стоявшее некогда на горе Манья-Тумп (Берёзовский район Ханты-Мансийского автономного округа) изваяние Золотой бабы действительно способно было издавать громкие звуки: «Близко к горе идти было страшно. Баба громко кричала», что подтверждает сообщения Герберштейна, Гваньини и Петра Петрея. «Вам её не найти, — говорил Самбиндалов Заплатину, — её куда-то утащили наши старики, а потом убили сами себя».

## Исследования
Известный нидерландский учёный, политик и предприниматель Николаас Витсен во втором издании своего сочинения «Северная и Восточная Тартария» (нидерл. Noord en Oost Tartarye, 1705), представляющего собой первый в европейской науке труд по истории и этнографии Сибири, ссылаясь на данные Дженкинсона, Гваньини и некого «знатного русского господина», сообщает:

«У подножия горы, в Обдории, стоит высеченная статуя Золотая Баба в виде женщины. Слова „Злата Баба“ означают „золотая старуха“. Мне сообщают, что остяки и другие язычники-туземцы около Тобола и на Оби, поклоняются дьяволу, который, они говорят, появляется им в виде женщины с детьми на коленях. У неё на теле звенящие колокольчики. Её очень боятся и почитают…»
Шведский офицер и путешественник Иоганн Филипп фон Страленберг, пробывший 13 лет в русском плену и собравший богатый этнографический и картографический материал об открытиях в Сибири, в своём «Историко-географическом описании северной и восточной частей Европы и Азии», опубликованном в 1730 году в Стокгольме, впервые отождествил Йомали (Юмалу) скандинавских саг с Золотой бабой Великой Перми, ссылаясь на неких «российских летописцев».
В работах русских учёных XVIII века, в частности И. И. Лепёхина, появляется сообщение о том, что Золотая баба — древнее божество коми, статуя которого была увезена на Обь не желающими креститься язычниками. Г. Ф. Миллер в «Истории Сибири» описывает «Златую бабу» как изваяние языческой богини, «которая вместе с сыном восседала на стуле нагая». Остяки Белогорской волости, находившейся вниз по течению Иртыша, приносили ей жертвы, за что она «оказывала им помощь на охоте, рыбной ловле и во всех их делах». По прибытии туда весной 1583 года отряда казаков Богдана Брязги богиня якобы «приказала себя ухоронить, а самим остякам куда-либо спрятаться», и «когда казаки высадились на берег, то не нашли там ничего, кроме пустых юрт».
Загадка «Золотой бабы» породила обширную литературу, в которой, наряду с вдумчивым анализом источников и обоснованными гипотезами, с годами накопилось немало откровенных домыслов. «Золотую бабу» называли и «римским изваянием Юноны», в глубокой древности попавшим за Урал, и тибетским изображением богини Тары, и завезённым торговцами китайским божеством Гуаньинь, и даже «реликтом древней Гипербореи».
Основанием для первого предположения являлось туманное сообщение итальянского гуманиста XV века Юлия Помпония Лета, который, совершив в 1479—1480 годах путешествие в Южнорусские земли, в своих лекциях о римском историке Луции Аннее Флоре (II в. н. э.) вспоминал возможное участие предков обских угров в походе готов Алариха на Рим: «На обратном пути, — писал Помпоний Лэт, — часть их осела в Паннонии и образовала там могущественное государство; часть вернулась на родину к Ледовитому океану и до сих пор имеет какие-то медные статуи, принесенные из Рима, которым поклоняются как божествам». Невзирая на то, что итальянский учёный явно перепутал готов с гуннами, а Алариха с Аттилой, саму по себе возможность проникновения в материальную культуру Приуралья античных древностей полностью исключать нельзя, так как бытование там, к примеру, ранневизантийских монет, а также драгоценностей и серебряной посуды из Сасанидского Ирана считается доказанным. Любопытно, что в якутском эпосе олонхо присутствует Dies Emeget («медная женщина») — божество народа адьярай, которое некоторые исследователи связывают с кетами, издавна владевшими кузнечным ремеслом.
В 1847 году Н. И. Костомаров в своём труде «Славянская мифология» высказал смелую гипотезу, согласно которой Золотая баба попала к обским уграм от восточных славян и олицетворяла языческую богиню Живу:

«Мы знаем, — писал историк, — что у финских народов было божество Золотая Баба с младенцем на руках. Название это без сомнения не финское и божество заимствовано от славян… Что между Золотою Бабою и Живою есть соотношение и близкое, видно не только из того, что они обе изображаются с младенцами… Но с Живою однозначительна и Лада, ибо весенний праздник Лады был также праздник Живы, самые названия Жива и Лада выражают одно и то же, и наконец, в песнях эпитет Лада — мать, а у литовцев Лада называлась Золотою Панею, что тождественно с Золотою Бабою.»
Однако контакты населения Руси с народами Зауралья зафиксированы в источниках не ранее XI столетия, уже после её христианизации, и носили они первоначально характер меновой торговли.
В 1871 году известный русский археолог и меценат граф А. С. Уваров нашёл возможным отнести Золотую бабу к «каменным бабам» — памятным антропоморфным менгирам кочевников южнорусских степей. Но традиция сооружения подобных изваяний характерна для тюркских, а не угро-финских народов, не зафиксирована также традиция их золочения. Нехарактерной для степных каменных баб была и форма обской богини, изображавшейся и описывавшейся, как правило, с младенцами, или же держащей в руке копьё или жезл.
В 1884 году немецкий историк Генрих Михов в труде «Древние карты Руси» высказал предположение, что под именем Золотой бабы сибирские народы почитали статую католической мадонны, завезенную к ним русскими в ходе завоевательных походов. Основанием для подобной гипотезы он, в частности, считал факт поклонения остяков золотому изваянию мужского божества, сидевшего в драгоценном блюде, напоминавшем крестильницу. Анализ сообщения, содержащегося в 74 статье Кунгурской летописи, недвусмысленно подтверждает, что вышеназванные казаки Брязги наблюдали в 1583 году в остякском городке в устье реки Демьянки христианское изваяние, которое, по мнению Н. М. Карамзина, могло попасть за Урал ещё во времена крещения Руси:

«И доѣхали конми до усть Демьянки рѣки до болшева ихъ сборного княжца Демаяна; и городъ ихъ великъ и крѣпокъ… Одинъ же въ нихъ Чювашенинъ былъ у Кучюма, руского полону, сказалъ: молятся де они рускому богу и тотъ де руской богъ литой золотой, въ чашѣ сѣдит, и въ ту де чашу наливши воды пьютъ, и зовутъ его Христомъ, а сказываютъ де привезенъ отъ Владимерова крещенiя, и для того живутъ смѣло…»
Ещё в 1906 году русский лингвист и философ-евразиец Н. С. Трубецкой, однако, убедительно отождествил «Золотую бабу» с верховной богиней-матерью мансийской мифологии Калтащ (Калтась), один из эпитетов которой — Сорни-эква — буквально переводится как «золотая старуха». Мансийское слово сорни может подразумевать как золото, так и солнечный блеск. Историк-медиевист и археолог В. Я. Петрухин допускает сравнение «Золотой Калтащ» с древнеиранской богиней плодородия Ардвисурой Анахитой, традиционными атрибутами которой являлись золото и бобровый мех.
Как рассказывал вышеназванному К. Д. Носилову слепой старик-вогул Савва из Оронтон-пауля, после крещения коми-зырян и пермяков Золотая баба «тогда же через наши леса была перенесена верными людьми на Обь; где она теперь, у остяков ли где в Казыме, у самоедов ли где в Тазу, я точно не знаю, но с той поры, как она здесь была, у нас остался с неё слиток — „серебряная баба“, которая и до сих пор хранится у одного вогула в самой вершине нашей реки… в Ямнель-пауле…» По описанию Саввы, якобы видевшего в молодости копию легендарного изваяния, оно имело вид сидящей обнажённой женщины, отлитой из серебра, к которой обращались за помощью в охоте. Узнав, что «серебряную бабу» уже пытались украсть, путешественник вознамерился познакомиться с ней самолично и, по возможности, сфотографировать или выкупить для помещения в музей, однако наступившая весенняя распутица помешала его планам. К. Д. Носилов справедливо полагал, что подобные Золотой бабе культовые изваяния создавались манси неоднократно и отнюдь не в единственном экземпляре.

## Золотая баба в искусстве

### В художественной литературе
- В 1778 году русский писатель и переводчик Михаил Попов в книге «Старинные диковинки или Удивительные приключения славянских князей» изложил вымышленную историю древлянского князя Останова, которому Добрыня советовал ехать в область дулебов и бужан, в стране которых находилось «славное пророчество зовомое Золотою Бабою», далее описывается посещение храма и рассказ Жирослава о происхождении богини с объяснением: «А окружение музыкальными орудиями образа нашей матери богов уставлено в знак того, что восставшую между детьми её распрю о державе земли она пресекла и восстановила между ними согласие правосудным оной разделом, и для того ещё, что она многие из сих орудий изобрела сама и любит ими услаждаться и завсегда свои пророчества произносит во гласе трубном»[53].
- В приключенческой повести Юрия Курочкина «Легенда о Золотой бабе» (1963) автор использует литературный сюжет как средство исторического исследования легенд о Золотой бабе, привлекая богатый краеведческий материал.
- Уральский писатель Сергей Плеханов опубликовал в 1985 году в литературном альманахе «Приключения-85» издательства «Молодая гвардия» историческую повесть «Золотая баба», посвящённую поискам легендарного идола русскими промышленниками на Урале в первой половине XVIII века. В 1986 году на Свердловской киностудии режиссёром Виктором Кобзевым по этой книге поставлен был одноимённый фильм.
- Главный герой романа Александра Бушкова «След пираньи» (1996), Кирилл Мазур, в попытках выбраться из тайги со своей американской напарницей случайно набредает на пещеру, где хранится Золотая баба. После недолгих размышлений Мазур решает оставить легендарную статую на месте, однако, всё равно едва не становится жертвой стражников статуи.
- Вокруг мифа о Золотой бабе крутится значительная часть повествования исторического романа Алексея Иванова «Сердце пармы» (2003). В попытке найти и украсть культовую статую, а также в попытке отвоевать её обратно гибнут и/или сходят с ума некоторые герои произведения. Другим участникам, наоборот, клятва завладеть идолом (или защитить его) дарует долгую жизнь, которая не может оборваться до тех пор, пока обещание не будет исполнено.
- Повесть Эрнста Бутина «Золотой огонь Югры» рассказывает о ликвидации остатков кулацко-эсеровской банды, ведущей охоту за «Сорни най», во время борьбы за установление Советской власти в Западной Сибири.
- В романе Анны Кирьяновой «Охота Сорни-Най» даётся мистическая трактовка гибели туристической группы Дятлова, ставшей жертвой охоты грозной богини.
- В повести Бориса Зотова «По следам золотого идола» группа подростков получает описание Золотой бабы и часть информации о том, где идол может находиться.
- В романе Сергея Булыги «Золотое дело» (2018) сыщик Маркел Косой, стряпчий Разбойного приказа, зимой 1595/1596 годов отправляется с секретной миссией в Югорскую землю на поиски неуловимой ведьмы по имени «Золотая баба».

### В кино
- Золотая баба (фильм)
- Перевал Дятлова (телесериал)
- Сердце Пармы (фильм)

### В музейных экспозициях
В Уватском краеведческом музее «Легенды седого Иртыша» (Тюменская область) есть экспозиция, посвящённая легенде о Золотой бабе. Согласно Кунгурской летописи, знаменитый хантыйский идол находился четыре века назад в Демьянском городке (территория Уватского района) и таинственно исчез оттуда после взятия городка ермаковскими казаками под предводительством атамана Брязги. В центре зала представлена реконструкция жертвенника со стоящей над ним фигурой Золотой бабы, воспроизведённой в соответствии с рисунками летописца С. У. Ремезова и покрытой настоящим золотом.

### Научная литература
- Саларёв С. Г. О Золотой бабе, северной богине // Вестник Европы. — Ч. XXI. — М., 1815. — С. 129—136.
- Новицкий Г. И. Краткое описание о народе остяцком. — СПб.: Тип. В. С. Балашева, 1884. — vi, 116 с. — (Памятники древней письменности и искусства).
- Анучин Д. Н. К истории ознакомления с Сибирью до Ермака // Труды импер. Московского археологического общества. — Т. IV. — М., 1890. — С. 227—313.
- Веселовский Н. И. Мнимые каменные бабы // Вестник археологии и истории. — Вып. XVII. — СПб., 1905. Оттиск: СПб. Тип. П. П. Сойкина, 1905. — 28 с.: ил.
- Трубецкой Н. С. К вопросу о Золотой бабе // Этнографическое обозрение. — № 1—2. — М., 1906. — С. 52—62.
- Алексеев М. П. Сибирь в известиях западно-европейских путешественников и писателей. XIII—XVIII вв. — 2-е изд. — Иркутск, 1941. — 612 с.
- Соколова З. П. Ардви Сура Анахита иранцев и «Злата Баба» финно-угров // Советская археология. — 1990. — № 3.
- Петрухин В. Я. Мифы финно-угорских народов. — М.: Астрель; АСТ; Транзиткнига, 2005. — 464 с.: ил. — (Мифы народов мира). — ISBN 5-271-06472-7.
- Адаев В. Н. Ушедший хозяин Демьяна (почитание хантами духа-хозяина р. Демьянка в XX в.)Архивная копия от 31 августа 2021 на Wayback Machine // Земля Тюменская: Ежегодник Тюменского областного краеведческого музея: 2006. — Вып. 20. — Тюмень, 2007. — С. 186—205.
- Мароши В. В. Использование мифопоэтического ресурса в современной региональной прозе: охота за Сорни-Най // Литература Урала: история и современность: Сборник статей. — Вып. 3. — Т. 2. — Екатеринбург: ИД «Союз писателей», 2007. — С. 266—278.
- Бурыкин А. А. Золотая баба — идол или топоним? // Культура как система в историческом контексте: опыт Западно-Сибирских археолого-этнографических совещаний… — Материалы Международной Западно-Сибирской археолого-этнографической конференции. Томск, 19—21 мая 2010 г. — Томск: Аграф-Пресс, 2010. — 506 с. — С. 54—56.
- Кудрявцев О. Ф. Золотая баба на картах Московии Антония Вида. Вопросы иконографии // Древняя Русь. Вопросы медиевистики. — № 1. — М.: НИЦ «Индрик», 2019. — С. 48—52.

### Научно-популярная литература
- Чулков М. Д. Золотая баба // Предания о народных русских суевериях, поверьях и некоторых обычаях. — М.: Тип. С. Орлова, 1861. — С. 103.
- Гемуев И. Н., Сагалаев А. М., Соловьёв А. И. Легенды и были таёжного края Архивная копия от 31 августа 2021 на Wayback Machine. — Новосибирск: Наука, Сибир. отделение, 1989. — 176 с.: ил. — (Страницы истории нашей Родины). — ISBN 5-02-029181-1.
- Ионина Н. А. Странствия Золотой бабы // В кн.: Ионина Н. А. 100 великих сокровищ. — М.: Вече, 2001. — С. 273—277. — (100 великих). — ISBN 5-7838-0689-7.
- Захаров А. П. Вслед за Великой Богиней: легенда о Золотой Бабе: Сборник. — М.: Вече, 2012. — 288 с.: ил. — (Великие тайны истории). — ISBN 978-5-4444-0113-2.

### Справочная литература
- Золотая баба // Энциклопедический словарь Брокгауза и Ефрона : в 86 т. (82 т. и 4 доп.). — СПб., 1894. — Т. XIIa. — С. 632.
- Золотая баба // Малый энциклопедический словарь Брокгауза и Ефрона. — 2-е изд., вновь перераб. и значит. доп. — Т. 1—2. — СПб., 1907—1909. — Т. I. — Вып. 2. — СПб., 1907.
- Золотая баба // Республика Коми. Энциклопедия. — Т. 1. — Сыктывкар: Коми книжное издательство, 1997. — С. 464. — ISBN 5-7555-0694-9
- Золотая баба // Северная энциклопедия. — М.: Европейские издания; Северные просторы, 2004. — С. 303—304. — ISBN 5-98797-001-6.
- Кулемзин В. М. Золотая баба // Югория. Энциклопедия Ханты-мансийского автономного округа. — Т. 1. — Ханты-Мансийск, 2000. — ISBN 5-88664-084-3.

### Художественная литература
- Носилов К. Д. У вогулов. Очерки и наброски. — СПб.: Издание А. С. Суворина, 1904. — 261 с.
- Курочкин Юрий. Легенда о Золотой бабе: Повесть. — 2-е изд., доп. — Свердловск: Средне-Уральское книжное издательство, 1968. — 160 с.: ил. — (Уральская библиотека: приключения, фантастика, путешествия). — 50 000 экз.
- Сергей Плеханов Золотая баба // Приключения-85: Сб. — М.: Молодая гвардия, 1985. — (Стрела).
- Иванов А. В. Сердце пармы. Роман-легенда. — СПб.: Азбука-классика, 2003. — 576 с. — ISBN 2-35201-679-X.
- Дворцов В. В. Terra Обдория. Роман. — Новосибирск: ИД «Сова», 2006. — 416 с. — ISBN 5-87550-233-9.
- Кирьянова Анна. Охота Сорни-Най:
  - Кирьянова Анна. Охота Сорни-Най: Роман (Начало) Архивная копия от 31 октября 2013 на Wayback Machine // Урал. — 2005. — № 6.
  - Кирьянова Анна. Охота Сорни-Най: Роман (Продолжение) Архивная копия от 30 октября 2013 на Wayback Machine // Урал. — 2005. — № 7.
  - Кирьянова Анна. Охота Сорни-Най: Роман (Окончание) Архивная копия от 25 апреля 2014 на Wayback Machine // Урал. — 2005. — № 8.
- Булыга С. А. Золотое дело. Роман. — М.: Вече, 2018. — 320 с. — (Сибирский приключенческий роман). — ISBN 978-5-4444-6682-7.